# Muscoda (Wisconsin)
Muscoda – miasto w Stanach Zjednoczonych, w stanie Wisconsin, w hrabstwie Grant.